# Piastów (Przasnysz)
Pour les articles homonymes, voir Piastów.
Piastów (prononciation : [ˈpjastuf]) est un village polonais de la gmina de Krzynowłoga Mała dans le powiat de Przasnysz de la voïvodie de Mazovie dans le centre-est de la Pologne.
Il se situe à environ 17 kilomètres au nord de Przasnysz (siège du powiat) et à 106 kilomètres au nord de Varsovie (capitale de la Pologne).
Le village compte approximativement une population de 100 habitants.

## Histoire
De 1975 à 1998, le village appartenait administrativement à la voïvodie d'Ostrołęka.